# البرنامج الهندي في أنتاركتيكا
البرنامج الهندي في أنتاركتيكا هو برنامج متعدد التخصصات تحت سيطرة المركز الوطني لبحوث أنتاركتيكا والمحيطات، وزارة علوم الأرض، حكومة الهند. بدأ في عام 1981 مع البعثة الهندي الأولى إلى القطب الجنوبي. البرنامج حظي بقبول عالمي مع توقيع الهند على معاهدة أنتاركتيكا وبناء لاحقا قاعدة البحوث داكشين غونتوري في عام 1983. في إطار هذا البرنامج، تجرى بحوث الغلاف الجوي، و البحوث البيولوجية والأرضية والعلوم الكيميائية والعلوم الطبية التي تدرس في الهند، ونفذت 27 بعثة علمية إلى القطب الجنوبي في نيسان/أبريل 2008، وتقوم حاليا بدراسة جدوى بناء محطة أبحاث أخرى في أنتاركتيكا 

## التاريخ
أصول البعثات الهندي إلى القطب الجنوبي ترجع إلى اشتراك الهند في اتفاقات منظمة ابحاث الفضاء الهندية و مركز الأرصاد الجوية والهيدرولوجيا بروسيا، مما سمح للهنود، مثل الدكتور بارامجيت سينغ سهرا، الانضمام إلى البعثة السابع عشر للاتحاد السوفيتي في أنتاركتيكا في 1971-1973.
أول بعثة هندية تكونت من 21 عضوا من فريق استكشاف القطب الجنوبي لفترة وجيزة من 10 أيام، وكان يقودها سهير محمد قاسم. كانوال فيلكو كانت أول امرأة من الهند لقضاء 15 شهرا في القطب الجنوبي خلال البعثة الهندية 19 للقارة. منذ البعثة الأولى في عام 1981، ارسلت البلاد ما مجموعه 27 بعثة إلى القطب الجنوبي في نيسان/أبريل 2008. البعثة الهندية 27 بعثة علمية إلى أنتاركتيكا التي بدأات يوم 6 ديسمبر عام 2007 في إطار المركز الوطني لبحوث أنتاركتيكا والمحيطات (NCAOR) اكتملت في 11 نيسان، 2008. علماء من أكثر من 20 مؤسسة علمية شاركت في هذه الرحلة، والتي تم أيضا فيها بحث إمكانية بناء محطة بحوث نهدية دائمة في انتاركتيكا.
أول قاعدة بحثية هندية تسمى داكشين غانوتري أنشئت على الجرف الجليدي قبالة ساحل الأميرة أستريد (70 ° 45 'S12 ° 30'E) في وسط أرض الملكة مود في عام 1983. أغلقت القاعدة بسبب تراكم الثلوج المفرط في عام 1989، الامر الذي أدى إلى تشييد قاعدة بحثية ثانية سميت مايتري. مايتري تبعد ما يقرب من 90 كم من المحطة القديمة داكشين Gفانوتري تعمل على مدار السنة.
سومان جاد يلخص خصائص محطة البحوث مايتري (1988-89):

The second research station Maitri was set up in 1988–89 on the ice-free rocky foundation of the Schirmacher oasis. The oasis offered an ideal location to carry out multifaceted scientific expeditions in the طبقات الجو العليا، علم الأرصاد الجوية، مغناطيسية أرضية، علم الزلازل، solid rock geology and فيزياء الأرض، metamorphic علم الصخور، علم المسطحات المائية الداخلية، structure and تكتونيات، مورفولوجيا الأرض and علم الجليد. Maitri is equipped with scientific laboratories, GPS station, seismological observatory, ice drilling, etc.

## المنظمة

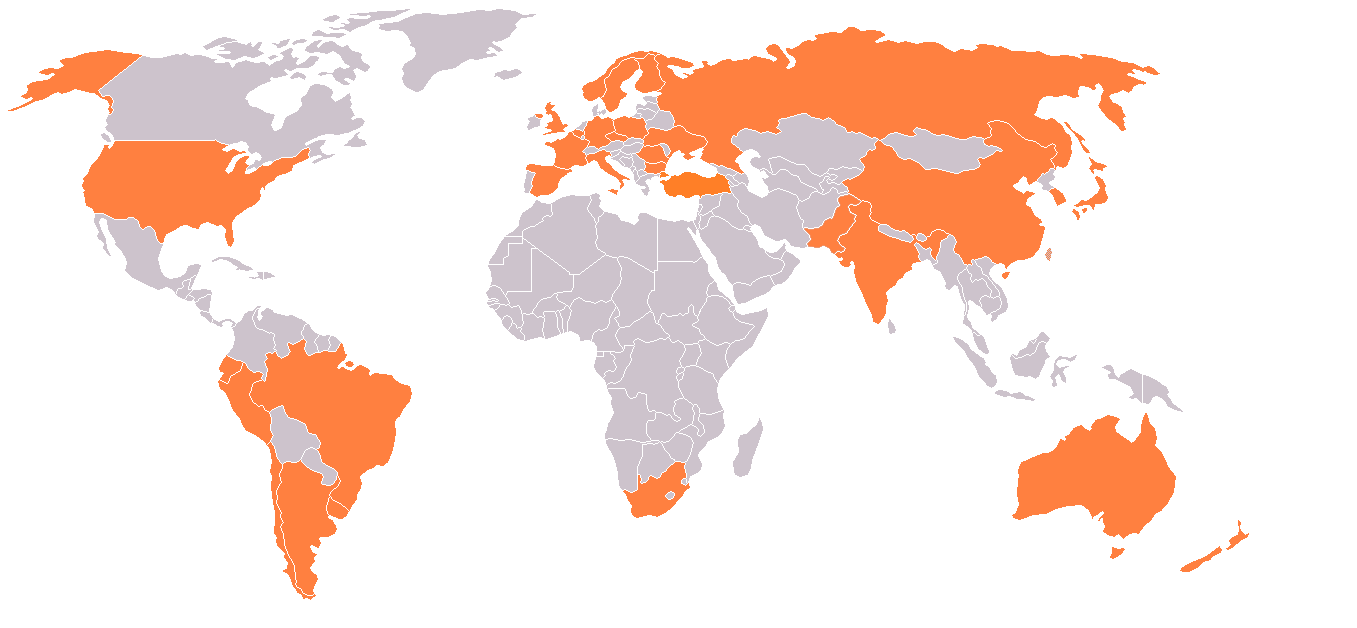
دول العالم التي لديها مراكز في القارة Antarctican ابتداء من شهر أكتوبر عام 2006.

المركز الوطني لبحوث أنتاركتيكا والمحيطات، هيئة بحوث وتطوير في إطار وزارة علوم الأرض، حكومة الهند تراس البرنامج الهندي في انتاركتيكا. ال NCAOR وإدارة تنمية المحيطات تختار أعضاء البعثات الهندية في أنتاركتيكا. بعد إجراء فحوص طبية وتداريب في جبال الهملايا للتأقلم، يختار هؤلاء الأعضاء أيضا من الذين تدربوا في البقاء على قيد الحياة، والأخلاق والبيئات القاسية، ومكافحة الحرائق ويعملون في مجموعة.
تكاليف الرحلة الواحدة 20 كرور روبية هندية (3٫3 مليون دولار أمريكي)  من الدعم اللوجستي لمختلف أنشطة البرنامج الهندي في انتاركتيكا يتم توفيرها من قبل الفروع ذات الصلة بالقوات المسلحة الهندية.  ونقطة انطلاق الرحلات الهندية قد تختلف من غوا في الهند إلى مدينة كيب تاون في جنوب أفريقيا. أكثر من 70 معهدا في الهند ساهمت في البرنامج اعتبارا من عام 2007.

## التعاون الدولي

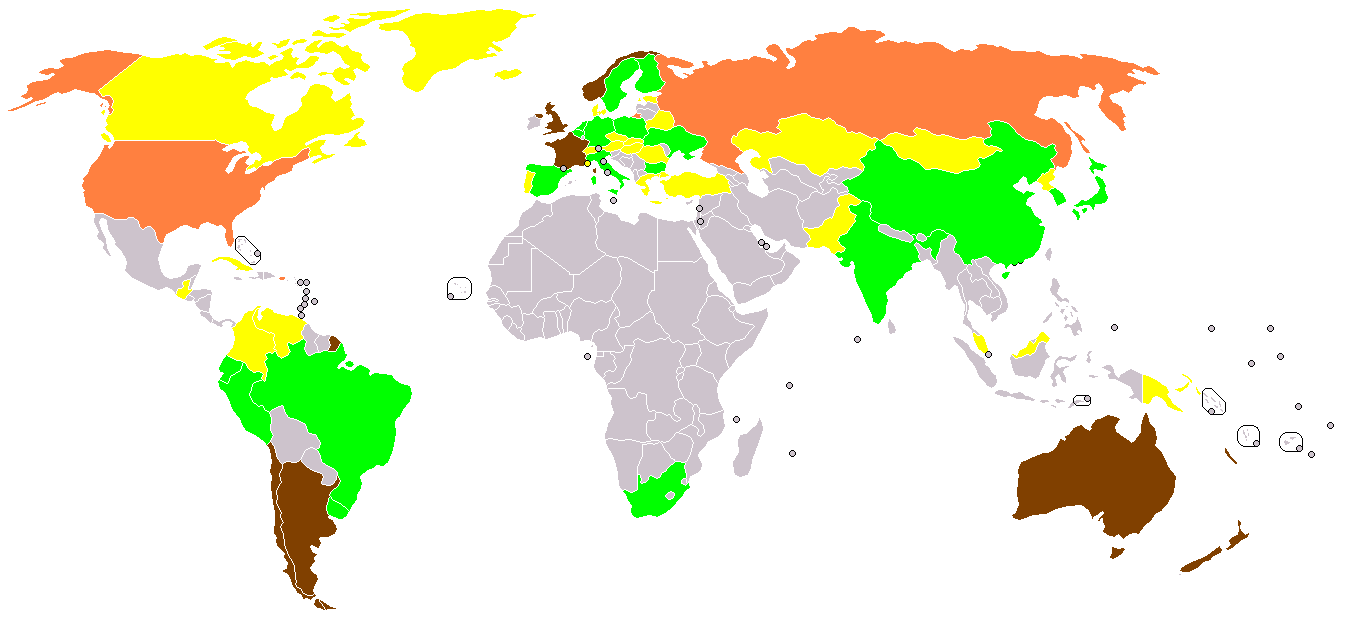
نظام معاهدة القطب الجنوبي: [22] [23] [24] [25] [26

البرنامج الهندي في أنتاركتيكا برنامج ملزم بموجب قواعد نظام معاهدة أنتاركتيكا، والتي وقعتها الهند في عام 1983. باندي (2007) حددت الخطوط العريضة لمختلف الأنشطة الدولية التي تعهدت الهند بوصفها جزءا من البرنامج في انتاركتيكا:
On 12 September 1983, India achieved the status of Consultative Party, on 1 October became a member of اللجنة العلمية لأبحاث أنتاركتيكا ‏ (SCAR), and in 1986 became a member of the Convention on the Conservation of Antarctic Marine Living Resources (CCAMLR). In 1997 India also ratified the Protocol on Environmental Protection to the Antarctic Treaty thus reaffirming India's commitment to protection the Antarctic environment. India hosted the eleventh COMNAP/SCALOP (Standing Committee on Antarctic Logistics and Operations) meeting in Goa in 1999, and the working group meeting on eco-system monitoring and management of CCAMLR in August 1998 at كوتشي. India occupied the CCAMLR chair beginning in November 1998 for a period of 2 years.
الهند تتعاون أيضا مع المجتمع الدولي بوصفها عضوا في اللجنة المشتركة الحكومية لعلوم المحيطات، اللجنة الإقليمية للجنة الأوقيانوغرافية الحكومية الدولية في ساحلية المحيط الهندي (IOCINDIO) والجمعية الدولية لقاع البحار (ISBA)، والدول الأطراف في اتفاقية الأمم المتحدة لقانون البحار (الاتفاقية).

## البحث العلمي
أنتاركتيكا يحمل الفائدة العلمية للمشاريع البحثية العالمية نظرا لعدد من الأسباب: 'أصل القارات، وتغير المناخ والأرصاد الجوية والتلوث، هي من بين الأسباب التي اشارت إليها جاد التنمية المستدامة (2008). مرينالينى Walawalkar G. (2005) يذهب إلى أن: 'الجليد التفاعل بين المحيطات والعمليات العالمية؛ paleoenvironment والدراسات paleoclimatic ؛ التطور الجيولوجي للأرض غندوانا التعمير؛ أنتاركتيكا النظم الايكولوجية والتنوع البيولوجي والبيئة علم وظائف الأعضاء؛ الشمسية العمليات الأرضية واقتران؛ الفسيولوجيا الطبية، وأساليب التكيف وعلم النفس البشرية، والبيئة، ورصد وتقييم الأثر؛ تمكين انخفاض درجة الحرارة تطوير التكنولوجيا، ودراسات عن زلزال ق 'هي من بين مجالات الدراسة في إطار البرنامج الهندي القطب الجنوبي. 

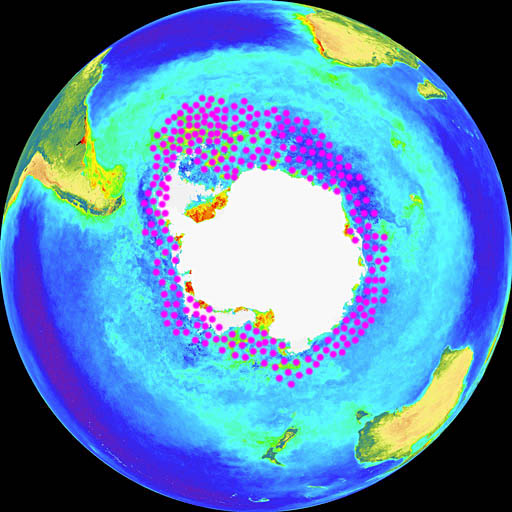
الكريل التوزيع على وكالة ناسا SeaWIFS الصور—تركيزات الرئيسية هي في بحر سكوتيا في شبه الجزيرة القطبية الجنوبية. الهند تجري الكريل التنقيب في المحيط الجنوبي من المنطقة القطبية الجنوبية. [34] [35

قريبة من 1,300 الهنود قد لالقارة اعتبارا من عام 2001 كجزء من برنامج البلاد القطب الجنوبي. البعثات الهندي إلى القطب الجنوبي أيضا دراسة الحيوانات والتنوع البيولوجي الجزيئية في المنطقة. ما مجموعه 120 ميكروبات جديدة قد اكتشفت نتيجة الجهود العلمية الدولية في منطقة القطب الجنوبي بحلول عام 2005. 20 من هذه الميكروبات قد تم اكتشافها من قبل العلماء الهنود. الهند كما نشرت أكثر من 300 من المنشورات البحثية على أساس دراسات القطب الجنوبي اعتبارا من عام 2007.
و'العينات الجليدية' استرجاع من خلال حفر ثقوب في جليد القارة القطبية الجنوبية الشاسعة وقائع تعطي معلومات 'على المناخ القديم والايكولوجية تاريخ الأرض ومحاضر في مهب الرياح الغبار والرماد البركاني أو النشاط الإشعاعي هي في الحفاظ على الجليد والتي تحصل على تراكمت على مر الوقت '. وNCAOR المتقدمة للبحوث القطبية وتطوير المختبر مع 'المختبر درجة الحرارة المنخفضة في مجمع -20 درجة مئوية لحفظ وتحليل عينات الجليد وعينات من الثلج' وفقا لجاد التنمية المستدامة (2008). و'الجليد الأساسية' العينات التي عقدت، وتجهيزها، وتحليلها في وحدات الاحتواء المصممة من قبل مثل هذه التكنولوجيا. حالات تخزين مصنوعة من البولي بروبلين أيضا التأكد من أن العينات لا تغير خصائصها ويتم الحفاظ على التحليل في شكل أنهم استردادها.

## محطات البحوث
داكشين Gangotri :
في عام 1981 رفعوا العلم الهندي في القارة القطبية الجنوبية والمحيط الجنوبي من البعثات
بموجب البروتوكول البيئي لمعاهدة القطب الجنوبي (1959) وأول مستوطنة دائمة قد تراكم في عام 1983 والمسمى داكشين Gangotri قد تخلت عنه في عام 1989 بسبب تقلبات الثلوج. تجارب جانبا من أجل المستقبل
مايتري: 
والثاني تسوية دائمة مايتري كان طرح في 1988-89 الفترة على Schirmacher الواحة وتم إجراء تجارب في مجال الجيولوجيا والجغرافيا والطب
الهند بناء على بحيرة للمياه العذبة في جميع أنحاء مايتري المعروف priyadharshini البحيرة. مايتري أنجزت البعثة الجيومورفولوجية لرسم الخرائط من واحة Schirmacher
Bharathi (2012):
الهند ترسيم منطقة بجوار Larsmann تلة عند خط عرض 69 درجة جنوبا وخط طول
76 درجة شرقا لتسوية الثالث أو الثاني نشط محطة البحوث. المسوح قد استكملت بالفعل. فإنه من المقرر أن تكون جاهزة بحلول عام 2012.عندما 
الهند كاملة سيدخل في نخبة من تسعة وجود هذه المحطات المتعددة في 
الدائرة القطبية الجنوبية Bharathi المقترحة لأبحاث علوم البحار وستقوم بجمع
شواهد من التكسر القاري لكشف النقاب عن 120 مليون سنة من التاريخ القديم 
شبه القارة الهندية

## المستقبل
الهند تخطط أيضا لبدء مماثلة النشاط البحثي في المنطقة القطبية الشمالية.  Walawalkar (2005) ويلخص حكومة الهند قرار للنظر في قاعدة أخرى في منطقة القطب الجنوبي:
An additional station, third, for India would be coming up in Antarctica in future. Only 2% of the area in Antarctica is icefree and is ideal for the new station location. A team of Indian scientists from Geological Survey of India has carried out the initial survey for the location for the station and has recommended a site. This site is at the Larsemann Hill with latitude ~70° South and longitude 76° East. The new station is expected to be two days away by ship from Maitri.

## وصلات خارجية
- المركز الوطني لبحوث القطب الجنوبي والمحيط (NCAOR)، وزارة علوم الأرض، حكومة الهند.

‌